# АЕС Дуглас-Пойнт
Атомна електростанція Дуглас-Пойнт була першою в Канаді повномасштабною атомною електростанцією та другою з реакторами на важкій воді CANDU (CANada Deuterium Uranium). Його успіх став важливою віхою і ознаменував вихід Канади на світову арену ядерної енергетики. Пізніше це місце було використано для Атомної електростанції Брюс, яка була побудована на південь від Дуглас-Пойнт.
Douglas Point була побудована і належить Atomic Energy of Canada Limited (AECL), але ним керує Ontario Hydro. Перебував на службі з 26 вересня 1968 року по 5 травня 1984 року. Станція слугувала навчальним інструментом для канадської атомної промисловості, що розвивалася, і отриманий досвід був застосований до пізніших електростанцій CANDU.

## Дизайн
Перший CANDU був демонстраційним приладом, Nuclear Power Demonstrator (NPD). У 1958 році, ще до завершення NPD, AECL сформувала відділ атомних електростанцій у сервісному центрі AW Manby компанії Ontario Hydro в Торонто для управління будівництвом повномасштабного прототипу майбутніх комерційних електростанцій CANDU. Ontario Hydro буде експлуатувати прототип.
Станція матиме реактор потужністю 200 МВт і буде побудована в Онтаріо. Каландрія реактора з нержавіючої сталі мала б масу 54,4 тонни (60 тонн) і 6.1 метр в діаметрі. Конструкція була компактною для зменшення необхідної кількості сповільнювача важкої води; для роботи реактора потрібно було кілька тонн важкої води, яка коштувала дуже дорого — 26 доларів за фунт (приблизно 5 центів за грам). Додаткові витрати на використання важкої води були принаймні частково компенсовані можливістю використовувати природний уран і відмовитися від збагачення урану - технології, до якої Канада не мала доступу, коли розроблявся дизайн CANDU. Хоча природне уранове паливо забезпечує нижче вигоряння, ніж збагачене паливо, яке використовується в легководних реакторах, загалом із тієї ж кількості уранової руди у важководному реакторі витягується більше теплової енергії, ніж у порівнянному легководному реакторі. Однак утворюється більша кількість відпрацьованого ядерного палива. Вищезазначене збагачення також означає, що збідненого урану не залишається. Оскільки низьке вигоряння вимагає більш частої дозаправки, CANDU було розроблено таким чином, щоб мати можливість заправлятися паливом в режимі онлайн, ця функція успішно продемонстрована на Дуглас-Пойнт (див. нижче) і досі є відмінною рисою дизайну CANDU.

## Будівництво
У 1961 році Дуглас Пойнт створив інформаційний офіс і міст Бейлі на рівні верхівки дерев, звідки відкривається вид на це місце.
Місце розчищали та розкопували 500 робітників, у тому числі бригади гідробудівників із Торонто та місцеві та провінційні працівники. Серед підрядників було 600 канадських, а також британських і американських фірм. Канадські виробники поставили 71% комплектуючих для заводу, решту — британські та американські виробники. Відносно висока частка вітчизняних компаній і ресурсів, використаних у будівництві цього реактора, продовжує бути характерною рисою реакторів CANDU, які тепер можуть претендувати на 90+% канадського ланцюга поставок від уранового рудника до запасних частин до проміжного зберігання відпрацьованого палива. Цей високий ступінь автаркії був конструктивним міркуванням при розробці CANDU і призвів до вибору, такого як Calandria замість «звичайних» реакторних резервуарів під тиском, які були за межами можливостей важкої промисловості Канади на той час.
Каландрія була виготовлена компанією Dominion Bridge з Монреаля. Він був доставлений баржею з Лачіна, Квебек, до Кінкардіну, Онтаріо; звідти його перенесли 16 км., на північ бортовою вантажівкою до будівельного майданчика.
У травні 1964 року розпочато роботу над лініями електропередачі, що з’єднують Дуглас-Пойнт із провінційною електромережею поблизу Ганновера. Все основне обладнання було встановлено до 1965 року. Загальна вартість заводу склала 91 мільйон доларів.
Дуглас-Пойнт мав заповнене маслом вікно, яке дозволяло безпосередньо спостерігати за східною стороною реактора, навіть під час роботи на повній потужності.

## Операція
Реактор Douglas Point вперше досяг критичного стану 15 листопада 1966 року о 16:26. Він почав подавати електроенергію в мережу 7 січня 1967 року та офіційно введено в експлуатацію 26 вересня 1968 року з коефіцієнтом потужності 54%.
1 березня 1970 року завод здійснив першу заправку паливом (тобто заправку реактора без зупинки). Ця функція CANDU була вперше продемонстрована NPD 23 листопада 1963 року. У той час як легководні реактори зазвичай не здатні до цього, важководні реактори, як-от CANDU та пов’язаний з ним IPHWR, а також деякі реактори з графітовим сповільнювачем, як-от Magnox, AGR та РБМК, мають цю можливість як частину своїх проектних характеристик, щоб забезпечити ефективну роботу при меншому вигорянні з природним ураном або низькозбагаченим урановим паливом.
Douglas Point постраждав від ранньої ненадійності та сильного витоку води. Система була делікатною і вимикалася часто й легко; завод не працював більше половини часу між 1968 і 1971 роками. Ремонт був дорогим і трудомістким, і ускладнювався компактною конструкцією, яка розташовувала критичні компоненти в недоступних місцях. Ці інженерні проблеми, включаючи вразливість конструкції до витоків у контурах первинного теплоносія, розглядаються та обговорюються в офіційному документальному фільмі про реактор 1968 року. Ремонт проводився дистанційно або великими бригадами; останнє було зроблено для того, щоб скоротити час впливу радіації на окремого працівника.
Після успішного розгортання чотирьох більших реакторів потужністю 542 МВт на атомній станції Пікерінг реактор потужністю 220 МВт було визнано невідповідним. Плани додати ще один блок потужністю 220 МВт на Дуглас-Пойнт були скасовані.

## Информация об энергоблоках
| Енергоблок   | Тип реакторів   | Потужність | Потужність | Початок будівництва | Пуск       | Підключення до мережі | Введення в експлуатацію | Закриття   |
| Енергоблок   | Тип реакторів   | Чистий     | Брутто     | Початок будівництва | Пуск       | Підключення до мережі | Введення в експлуатацію | Закриття   |
| ------------ | --------------- | ---------- | ---------- | ------------------- | ---------- | --------------------- | ----------------------- | ---------- |
| Дуглас-Пойнт | PHWR, CANDU 200 | 206 МВт    | 218 МВт    | 01.02.1960          | 15.11.1966 | 07.01.1967            | 26.09.1968              | 04.05.1984 |

## Закриття
Дуглас-Пойнт було закрито 5 травня 1984 року, досягнувши коефіцієнта потужності 75% у 1982 році та 82% безпосередньо перед виходом на пенсію. Дуглас-Пойнт не була цілком задовільною як діюча електростанція, оскільки вона занадто дорога для масштабування, Ontario Hydro відмовилася купувати її в AECL. Згодом AECL припинила фінансування.
Станція розташований поруч із новою атомною електростанцією Брюс. Bruce Power зараз орендує ділянку та нову станцію у компанії-спадкоємця Ontario Hydro, Ontario Power Generation, хоча структура та обладнання Douglas Point залишаються власністю AECL.